# 謝米巴拉金斯克州

沙俄時期的塞米巴拉金斯克州

謝米巴拉金斯克州（羅馬化：Semipalatinskaya oblast）是俄羅斯帝國（1854－1920年，屬草原總督區）、蘇聯 （1939－1991年）和哈薩克斯坦 （1991－1997年）在今日哈薩克東北部設立的一個州，首府谢米巴拉金斯克（现名塞梅伊）。1997年5月23日被併入東哈薩克斯坦州。
2022年5月4日，哈萨克斯坦总统托卡耶夫签署关于设立新行政区划的总统令，命令从东哈萨克斯坦州新设阿拜州，自6月8日起生效。
1. ↑  . 哈萨克国际通讯社. 2022-05-04  [2022-05-04]. （原始内容存档于2022-05-06）.